# Armengol de Ruergue e Tolosa
Armengol de Ruergue e de Tolosa (850 - c. julho de 935) foi conde de Ruergue e de Tolosa e marquês de Gótia em 918.

## Relações familiares
Foi filho de Odão I e de Gracinde de Albi, Senhora de Albi filha de Atone II Trencavel (? - 942) e de Diafronissa. Casou com Adelaide de Carcassone (c. 855 -?), filha de Acfredo I de Carcassone e de Adelinda da Aquitânia, de quem teve:
1. Riquilda de Ruergue  (c. 880 - 954) casou com Suniário I de Barcelona (870 - 15 de outubro de 950), conde de Barcelona.
2. Raimundo II de Ruergue e Tolosa[5][6] (? - 961), conde de Ruergue e Tolosa casou com Berta de Arles.
3. Adelaide de Ruergue (880 -?) casada com Sunifredo II de Urgel[7], conde de Urgel, filho de Vifredo I[8] .
4. Estêvão I de Gevaudan, conde de Gevaudan, casado com Ana.
5. Hugo I de Ruergue, conde de Quercy casado com Guinidilda de Barcelona (900 -?), filha de Suniário I de Barcelona (870 - 15 de outubro de 950), conde de Barcelona.
6. Garsinda de Ruergue casada com Raimundo II de Béziers, visconde de Béziers.